# St. Jodokus (Ottendorf)

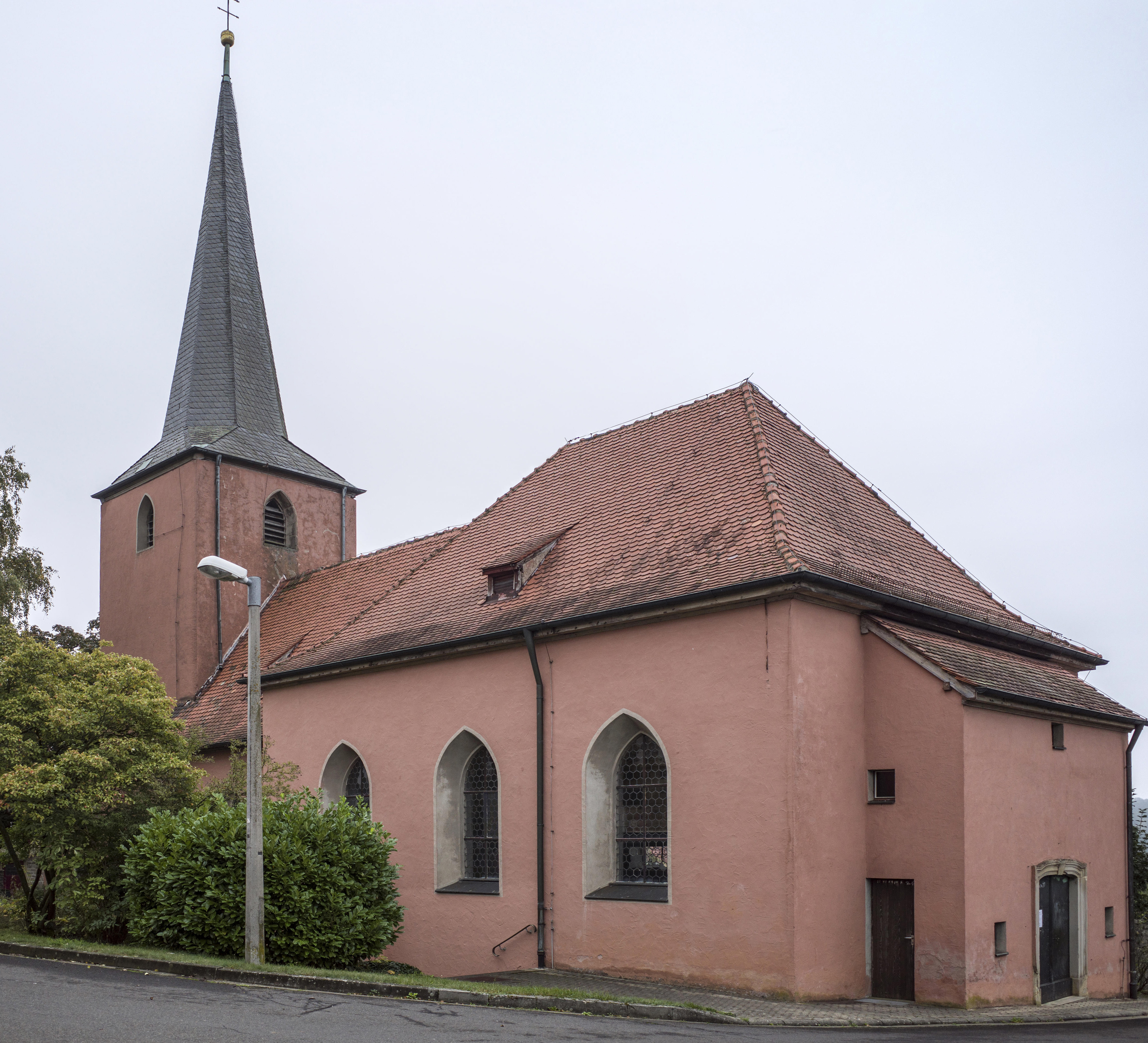
St. Jodokus (Ottendorf)

Die römisch-katholische Filialkirche St. Jodokus steht in Ottendorf, einem Gemeindeteil von Gädheim im unterfränkischen Landkreis Haßberge in Bayern. Das denkmalgeschützte Bauwerk hat einen Chorturm mit einem Kern aus dem 15. Jahrhundert. Die Kirche gehört einer Pfarrei der Pfarreiengemeinschaft Theres im Dekanat Haßberge des Bistums Würzburg an.

## Beschreibung
Der Chorturm im Osten der Saalkirche wurde 1672 über einem spätmittelalterlichen Kern gebaut. Seinen achtseitigen, schiefergedeckten Knickhelm erhielt er später. Das mit einem Satteldach bedeckte Langhaus wurde 1927 nach Westen nach einem Entwurf von Johann Adam Rüppel um einen Anbau aus drei Jochen erweitert, der mit einem Walmdach bedeckt ist.